# Kari Wuhrer
Kari Samantha Wuhrer (Brookfield, Connecticut, 28 de abril de 1967) es una actriz y cantante estadounidense. Wuhrer es popular por sus papeles de Maggie Beckett en la serie de televisión Sliders y de Samantha Parker en la película Eight Legged Freaks. También ha participado en las películas Thinner (1996), Anaconda (1997) y Phoenix (1998), ha realizado apariciones en episodios de series como Married... with Children, CSI: Crime Scene Investigation y Beverly Hills, 90210, además de llevar una carrera como cantante.

## Filmografía seleccionada

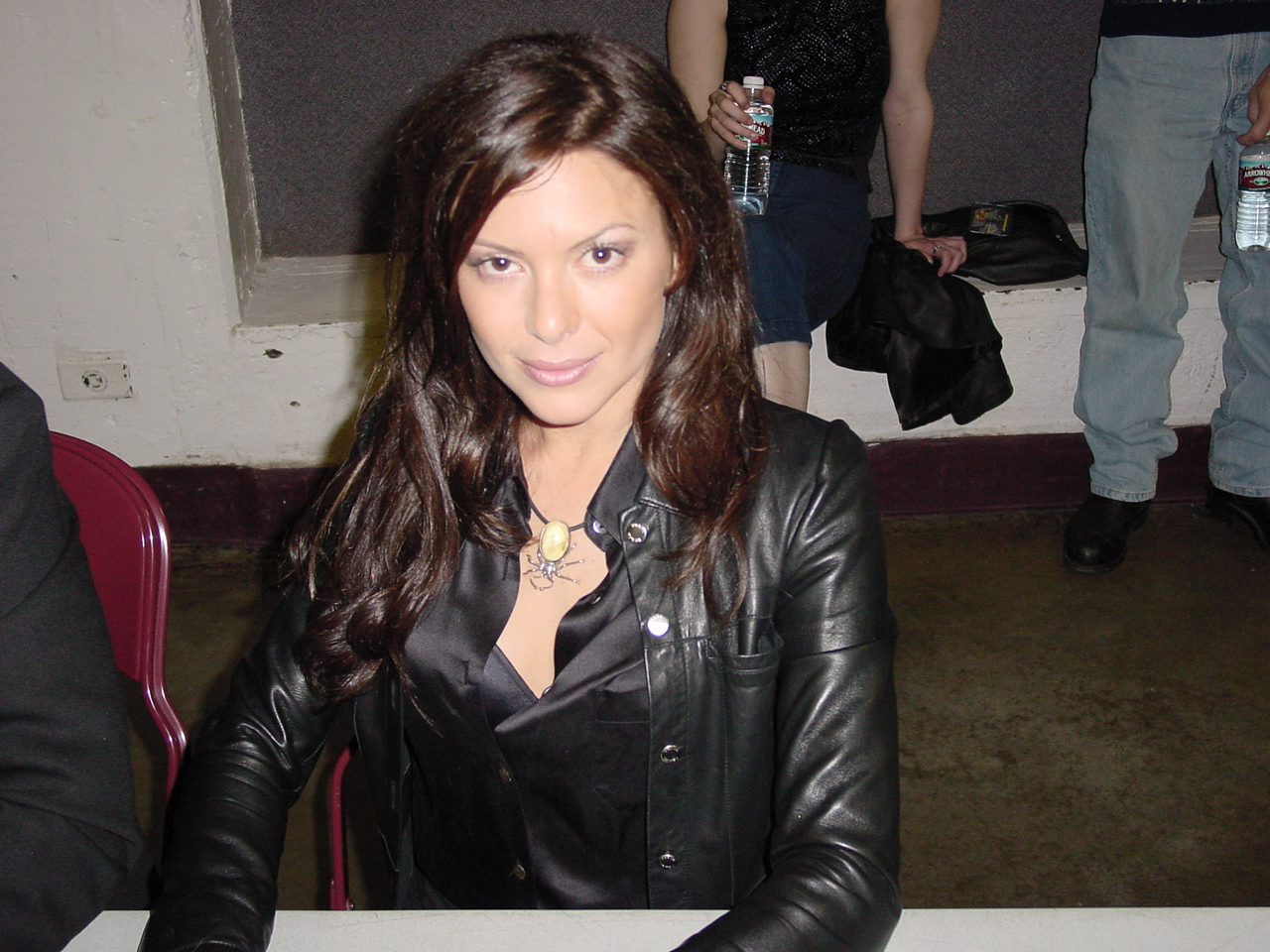
Wuhrer en el 2002.

### Cine
- 1986 -	Fire with Fire
- 1990 -	The Adventures of Ford Fairlane
- 1991 -    Beastmaster 2: Through the Portal Time
- 1994 -	The Postgraduate
- 1994 -	Boulevard
- 1995 -	Higher Learning
- 1995 -	Sensation
- 1995 -	Sex & the Other Man
- 1995 -	Beyond Desire
- 1995 -	The Crossing Guard
- 1996 -	Los ojos de la ley
- 1996 -	Thinner
- 1996 -	An Occasional Hell
- 1997 -	Anaconda
- 1997 -	Hot Blooded
- 1997 -	The Disappearance of Kevin Johnson
- 1997 -	Touch Me
- 1998 -	The Undertaker's Wedding
- 1998 -	Kissing a Fool
- 1998 -	Ivory Tower
- 1998 -	Phoenix
- 1999 -	Kate's Addiction
- 1999 -	Vivid
- 2000 -	Fatal Conflict
- 2000 -	Sand
- 2000 -	G-Men from Hell
- 2000 -	Kiss Tomorrow Goodbye
- 2000 -	Lip Service
- 2001 -	Angels Don't Sleep Here
- 2001 -	Poison
- 2001 -	The Medicine Show
- 2002 -	The Rose Technique
- 2002 -	Do It for Uncle Manny
- 2002 -	Killer Love
- 2002 -	Eight Legged Freaks
- 2002 -	Malevolent
- 2002 -	Spider's Web
- 2003 -	Final Examination
- 2003 -	Death of a Dynasty
- 2003 -	King of the Ants
- 2003 -	The Hitcher II: I've Been Waiting
- 2004 -	Berserker
- 2005 -	Hellraiser: Deader
- 2005 -	Mystery Woman: Snapshot Fawn
- 2005 -	The Prophecy: Uprising
- 2005 -	The Prophecy: Forsaken
- 2007 -	The Air I Breathe
- 2009 -	A Fork in the Road
- 2010 -	Justice League: Crisis on Two Earths
- 2012 -	Alien Tornado
- 2014 -	Sharknado 2: The Second One
- 2015 -	Batman Unlimited: Monster Mayhem
- 2015 -	Secrets of a Psychopath

### Televisión
- 1991 -	Married... with Children. 2 episodios.
- 1991–1992 - Swamp Thing: The Series. 10 episodios.
- 1993 -	Class of '96
- 1994–1995 - Beverly Hills, 90210. 3 episodios.
- 1995 -	The Marshall
- 1997 -	The Big Easy
- 1997 -	Nash Bridges
- 1997–2000 - Sliders. 49 episodios.
- 1998 -	To Have & to Hold
- 2002 -	CSI: Crime Scene Investigation. Episodio "Cross Juridictions".
- 2005 -	General Hospital
- 2006 -	CSI: Miami
- 2007–2008 - Lincoln Heights
- 2008 -	Stargate Atlantis
- 2010 -	Leverage
- 2010–2012 - Avengers: Earth's Mightiest Heroes
- 2015 - Vixen